# Bourg-en-Bresse Ain Cyclisme
Bourg-en-Bresse Ain Cyclisme est une équipe cycliste française basée à Bourg-en-Bresse et fondée en 2008.
Le club a remporté la Coupe de France des clubs cyclistes DN2 en 2015 et 2017, ainsi que la Coupe de France des clubs cyclistes DN1 en 2023.

## Présentation

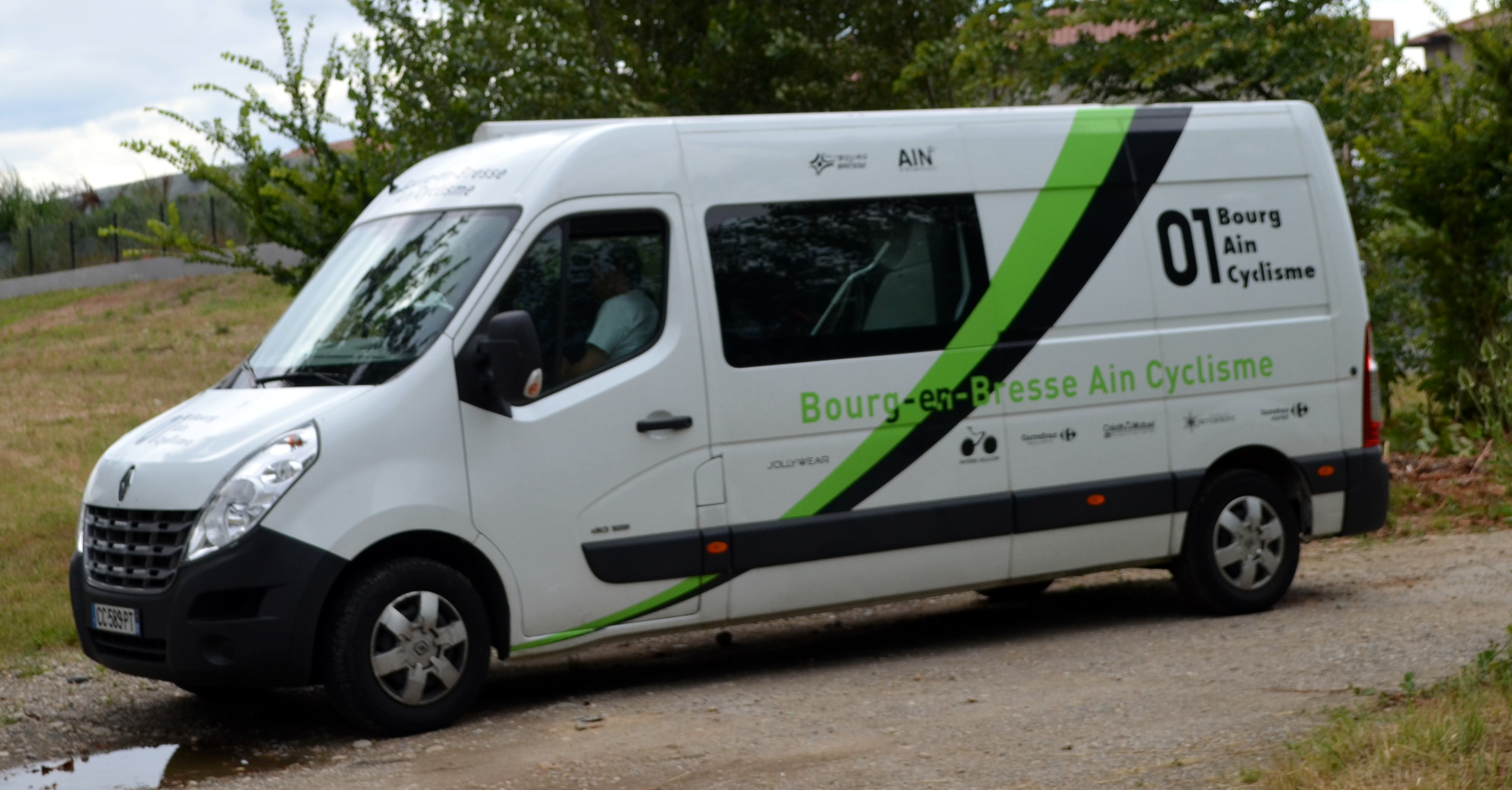
Un camion du club en 2016.

Le club est fondé en 2008 grâce au rapprochement de deux équipes FFC (Le Vélo-Club Bressan et Ain Cyclisme du Bassin de Bourg-en-Bresse) et d’un club UFOLEP (Le Vélo-Sport Bressan). Il évolue en DN1 depuis 2018.
Le club est régulièrement invité à participer à l'épreuve professionnelle Alpes Isère Tour.
En 2023, les pros Victor Lafay et Geoffrey Soupe sont toujours licenciés au club.
L'équipe est la première structure française à être promue, en 2025, au nouveau statut d'équipe continentale fédérale. Cette disposition lui permet de participer à une partie des compétitions du niveau UCI Continental.

## Palmarès

### Courses UCI
- Tour du Pays de Montbéliard : 2023 (Sten Van Gucht)

### Coupe de France
Le club a remporté la Coupe de France des clubs cyclistes DN2 en 2015 et 2017, ainsi que la Coupe de France des clubs cyclistes DN1 en 2023,,,.

## Anciens coureurs au club
- Victor Lafay (2017-2018)
- Rémy Rochas (2018)
- Blaise Sonnery (2014-2015)
- Frédéric Brun (2012-2013, puis 2017)
- Pierre Gouault (2020-2021)
- Lionel Genthon (2009-2019)
- Cristóbal Olavarría (2017-2019)
- Scott Bowden (2021)
- Abderrahim Zahiri (2019)
- Sébastien Jullien (2010-2017)
- Simon Buttner (2013-2019)
- Julien Liponne (2014-2017)
- Dimitri Bussard (2018-2020)
- Camille Chancrin (2015-2017)
- Antoine Bravard (2016-2018)
- Vincent Arnaud (2016-2021)
- Thomas Champion (2020)
- Andrew Vollmer (2021)
- Sten Van Gucht (2022)
- Louis Rouland (2022-2023)
- Charles Paige (2022-2023)
- Baptiste Huyet (2023)
- Arthur Blanc (2022-2023)
- Martin Tjøtta (2022-2023)